# Refugio naval Capitán Fliess

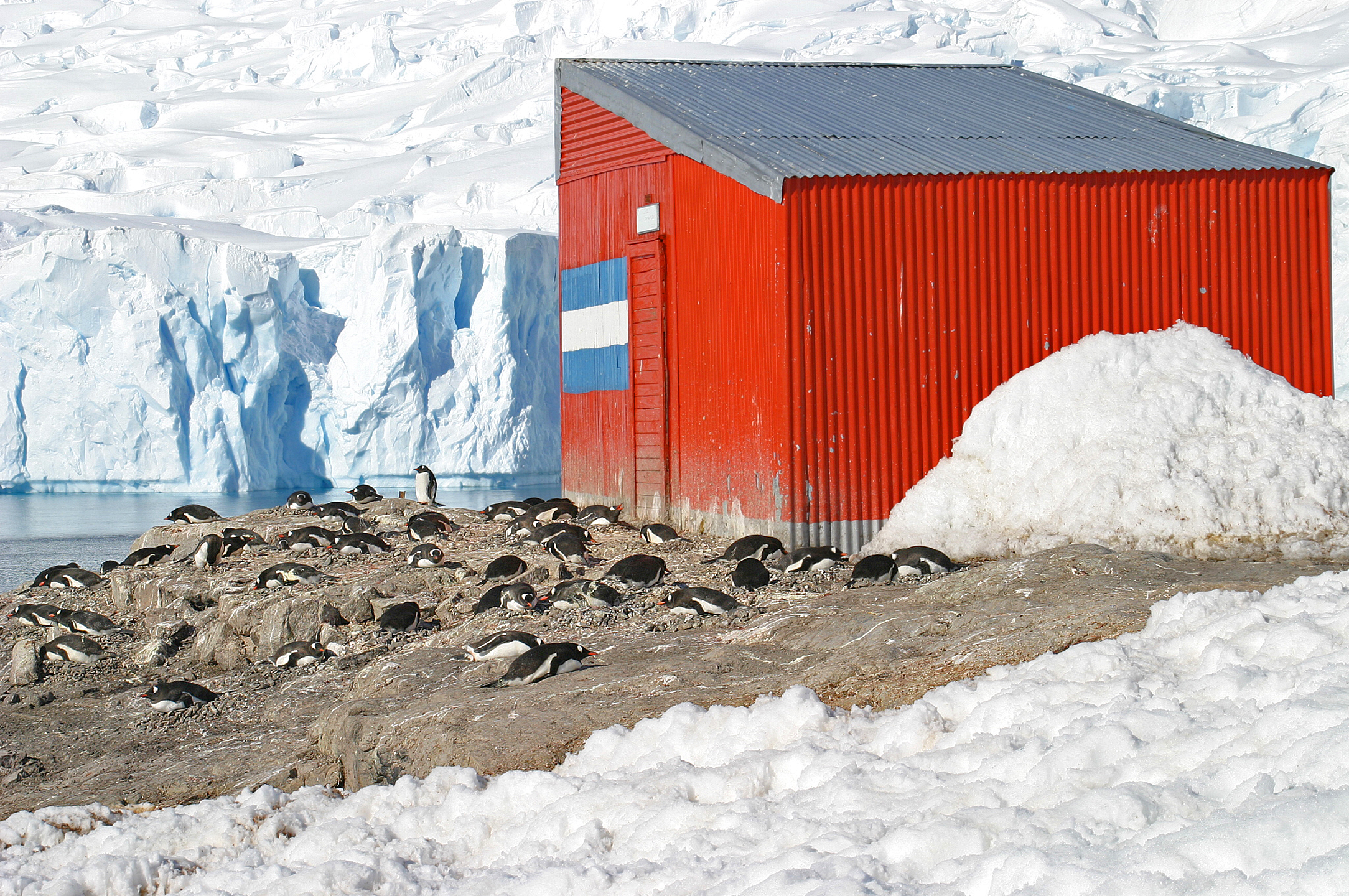
El refugio en 2005.

El refugio naval Capitán Fliess es un refugio de Argentina en la Antártida ubicado en Puerto Neko, bahía Andvord, en la costa Danco, al oeste de la península Antártica. Inaugurado el 4 de abril de 1949, está administrado por la Armada Argentina. Fue inaugurado junto con la Estación de Salvamento y Observatorio Pingüino con el nombre de refugio Neko. Se encuentra cerca de la base Brown.
Su nombre homenajea al alférez de navío Felipe Fliess de la corbeta Uruguay quien rescató a la expedición Sueca de Otto Nordenskjöld.
Fue destruido en 1951 y reconstruido en 1952. Fue usado en los veranos de 1949-1950, 1952-1953, 1953-1954 y 1954-1955. A comienzos de la década de 1960 tenía provisiones para tres personas durante tres meses.
Ha sido habilitado y abastecido por el rompehielos ARA Almirante Irízar y el buque ARA Bahía Aguirre en diversas campañas antárticas.
Destruido por una tormenta en 2009, fue reconstruido en 2011 durante la campaña antártica de verano 2011-2012. Se realizaron tareas de mantenimiento, reparación y conservación de las instalaciones para ser usadas como apoyo de investigaciones científicas.